# Antonio Pacinotti
Antonio Pacinotti (Pisa, 7 juni 1841 - aldaar, 22 mei 1912) was een Italiaanse fysicus en hoogleraar natuurkunde in Pisa. Pacinotti is bekend als schrijver van een belangrijk werk over de dynamo.

## Biografie
Pacinotti is opgeleid in Pisa. Hij was een leerling van Riccardo Felici aan de universiteit van Pisa van 1856 tot 1857.
In 1859 werd hij assistent in technische fysica aan die universiteit. Vanaf 1862 was hij assistent van de astronoom Giovanni Battista Donati. Eind 1864 werd hij hoogleraar in de fysica aan de technische hogeschool van Bologna. In maart 1873 werd hij hoogleraar in de fysica aan de universiteit van Cagliari. In 1881 keerde hij terug naar Pisa om zijn vader op te volgen op de leerstoel van fysica en technologie aan de universiteit aldaar. Hij verdiepte zich verder in de elektrologie en specialiseerde zich in metingen van elektrische stroom en van roterende generatoren.

## Uitvindingen

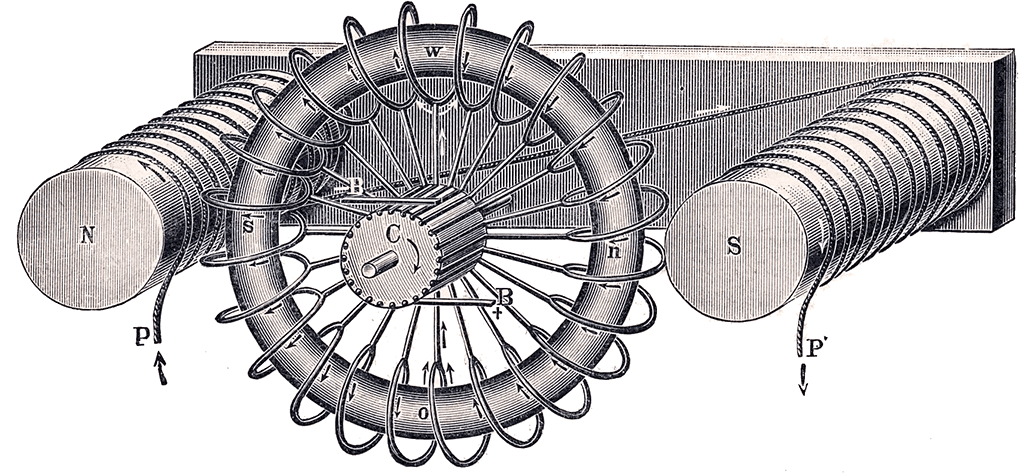
Ring van Pacinotti-Gramme

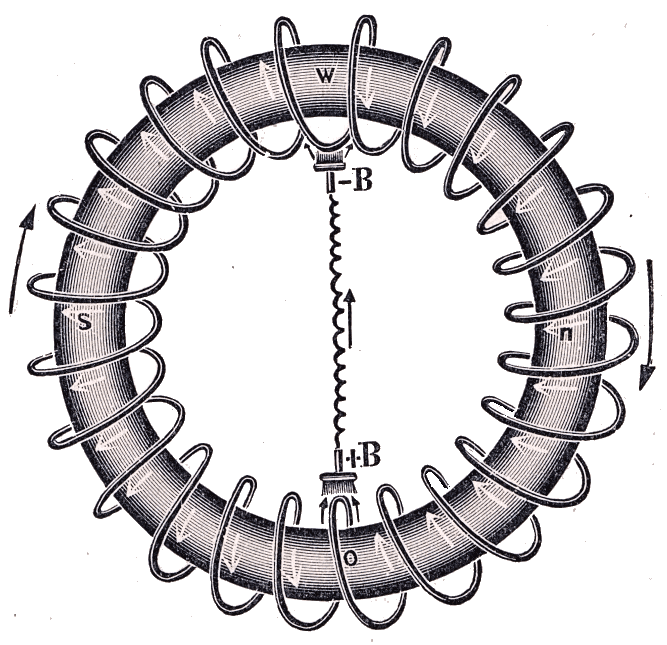
Ring van Pacinotti-Gramme

Hij construeerde in 1859 een prototype van een gelijkstroommachine op inductie met radiale ring en radiale collector waarvan de werking sterk verbeterd was ten opzichte van vorige types. Dit werd bekend als 'Ring van Pacinotti'. In juni 1865 publiceerde Antonio Pacinotti in het tijdschrift Nuovo Cimento nº19, een artikel over deze draaiende ring in een magnetisch veld, die de voorloper is van het anker met commutator in de huidige elektrische gelijkstroommotoren. Hij noemde zijn machine "macchinetta" (klein machientje). Hij voorziet het gebruik ervan zowel als elektriciteitsgenerator als als elektromotor.
Pacinotti omwikkelde een ijzeren ring met een continue spoel van koperdraad, om aldus een draaiend anker te vormen. Dit "ringanker" draaide tussen twee elektromagneten. Dit model produceerde een redelijk constante gelijkstroom omdat er voortdurend wikkelingen voorbij de polen van de elektromagneten passeerden. Pacinotti's machine was de eerste praktisch bruikbare gelijkstroomdynamo omdat de machine geen pulserende, maar een redelijk constante gelijkstroom produceerde. In 1880 ontving hij de Matteucci Medal en in 1911 werd hij erevoorzitter van de Italiaanse vereniging van elektrotechnici.
De Belgische ingenieur Zénobe Gramme bracht in 1869 een aantal belangrijke verbeteringen aan en slaagde erin om een model te produceren dat een voldoende grote gelijkstroom met een relatief belangrijk vermogen kon leveren voor gebruik buiten de laboratoria.

## Overige
- In juli 1862 was Pacinotti een van de vele onafhankelijke ontdekkers van de komeet Swift-Tuttle.
- Hij werd in 1905 tot senator benoemd van het koninkrijk Italië.